# Hyalobagrus
Hyalobagrus — рід риб родини Bagridae з ряду сомоподібних. Має 3 види.

## Опис
Загальна довжина представників цього роду досягає 3-4,5 см. Самці стрункіше за самців. Голова невеличка. Очі маленькі. Тулуб витягнутий. Спинний промінь високий, з короткою основою, можуть мати зазубрений перший промінь (за рівнем зазубреності відрізняються види). Самці мають генітальний горбок. Жировий плавець доволі великий. Хвостовий плавець роздвоєно.
Забарвлення світлого, сріблястого або напівпрозорого кольору. Різняться між собою представники роду за наявністю плям на зябровій кришці й на спинному плавці.

## Спосіб життя
Є пелагічними рибами. Зустрічаються у стоячих водоймах, в неглибоких болотах з торф'яним дном. Не люблять брудну воду. Утворюють групи. Активні у присмерку або вночі. Живляться дрібними безхребетними (зоопланктоном).
Нереститься біля дна. Ікра світлого — синьо-зеленого або світло-зеленого — кольору.

## Розповсюдження
Мешкають у водоймах Малайзії і на острові Борнео (Індонезія).

## Види
- Hyalobagrus flavus
- Hyalobagrus leiacanthus
- Hyalobagrus ornatus

## Тримання в акваріумі
Підходить водойма від 70-100 літрів. Акваріум може бути невисокий — 30-35 см. На дно насипають дрібний пісок жовтого або білого кольору. Зверху його поміщають невеликі корчі. Рослинами засаджують 30-40 % площі. Непогано помістити в акваріум плаваючі на поверхні рослини з великими листками або пучки звисаючих в воду гілок або корінців. Утримувати краще групою від 5-10 особин. Не люблять яскраве світло. Сусідами можуть бути будь-які мирні рибки — дрібні сомики роду хара, шістури, расбори. З технічних засобів знадобиться внутрішній фільтр середньої потужності, компресор. Температура тримання повинна становити 20-25 °C.